# Hydroglyphus
Hydroglyphus är ett släkte av skalbaggar som beskrevs av Victor Ivanovitsch Motschulsky 1853. Hydroglyphus ingår i familjen dykare.

## Bildgalleri

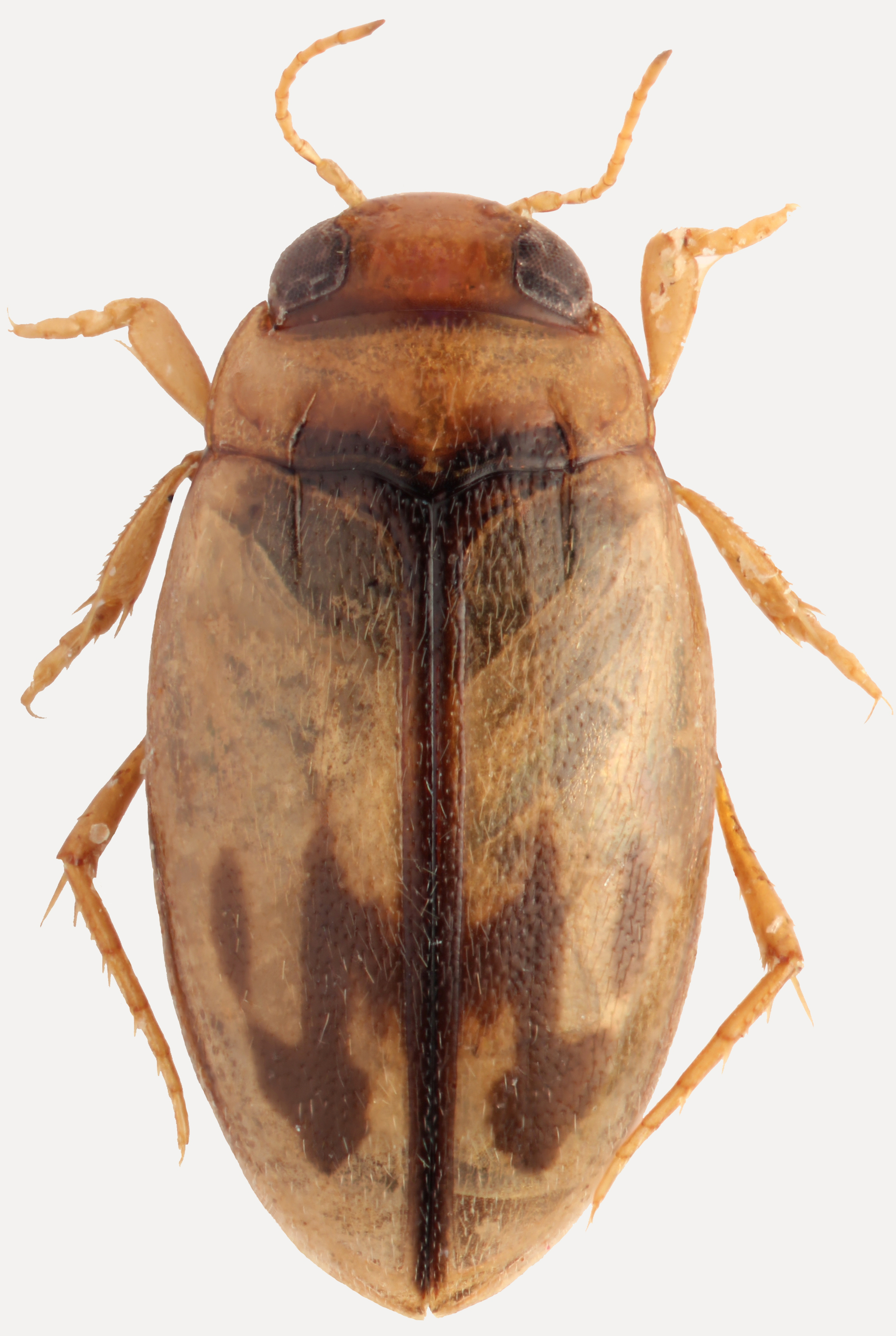
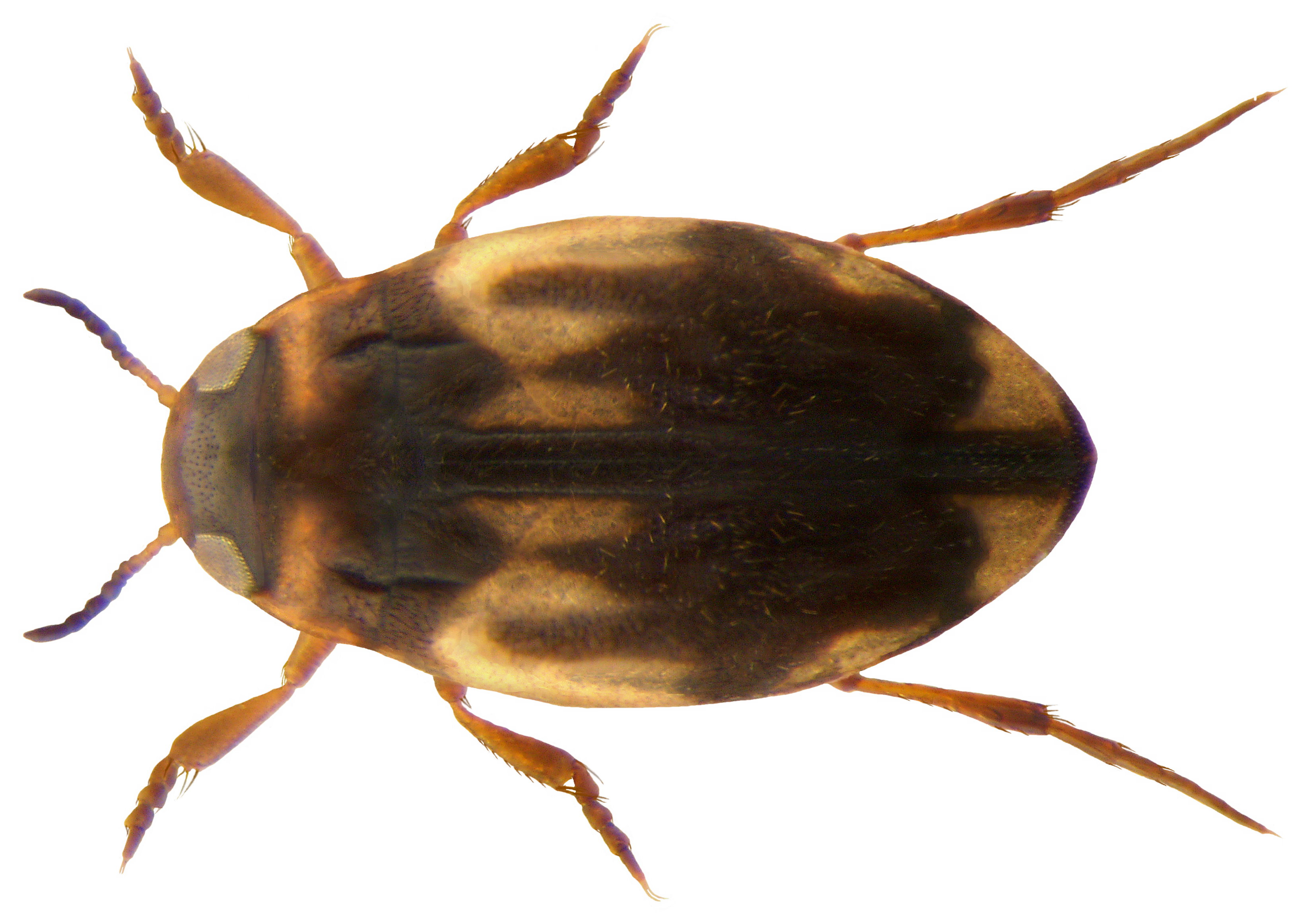
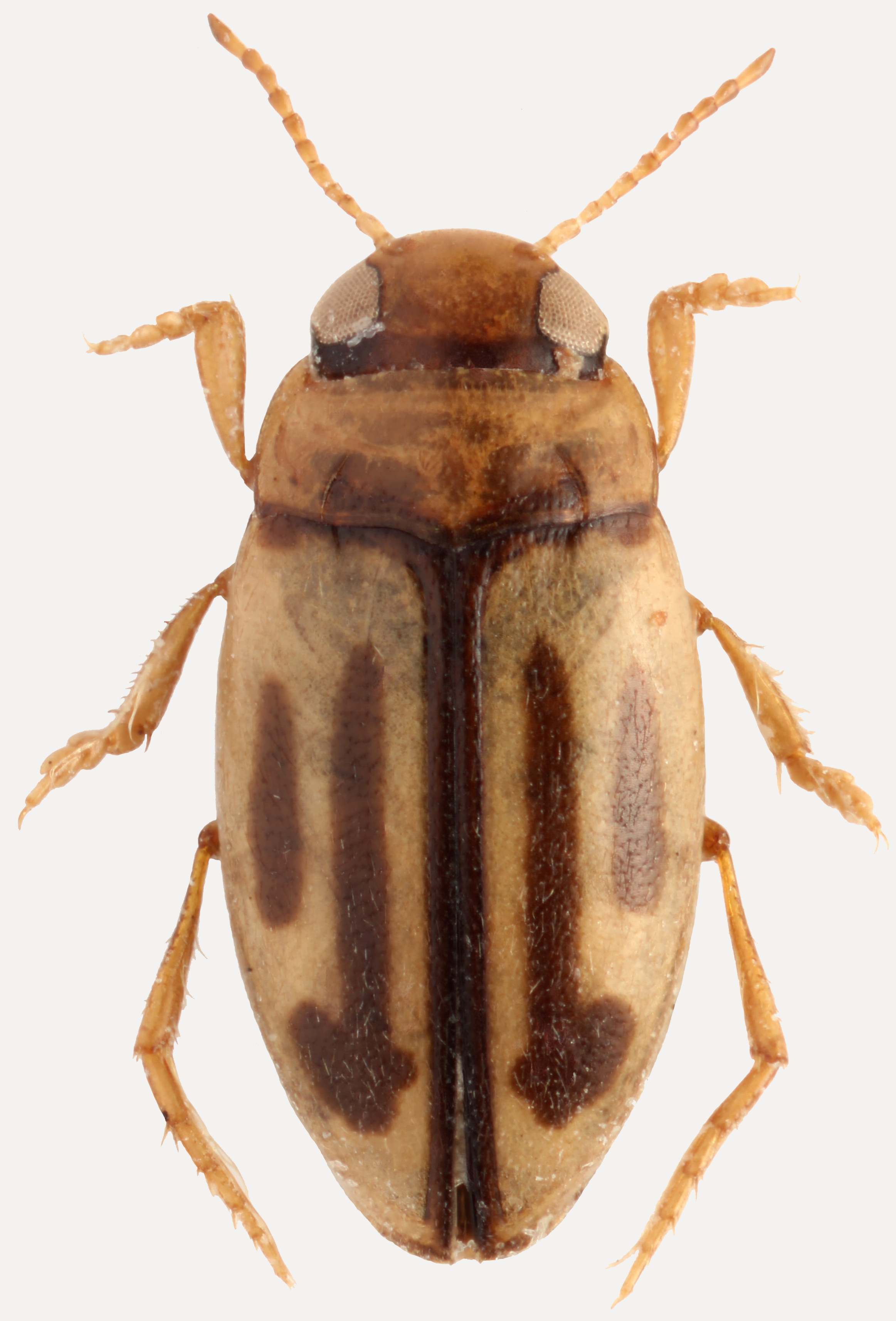
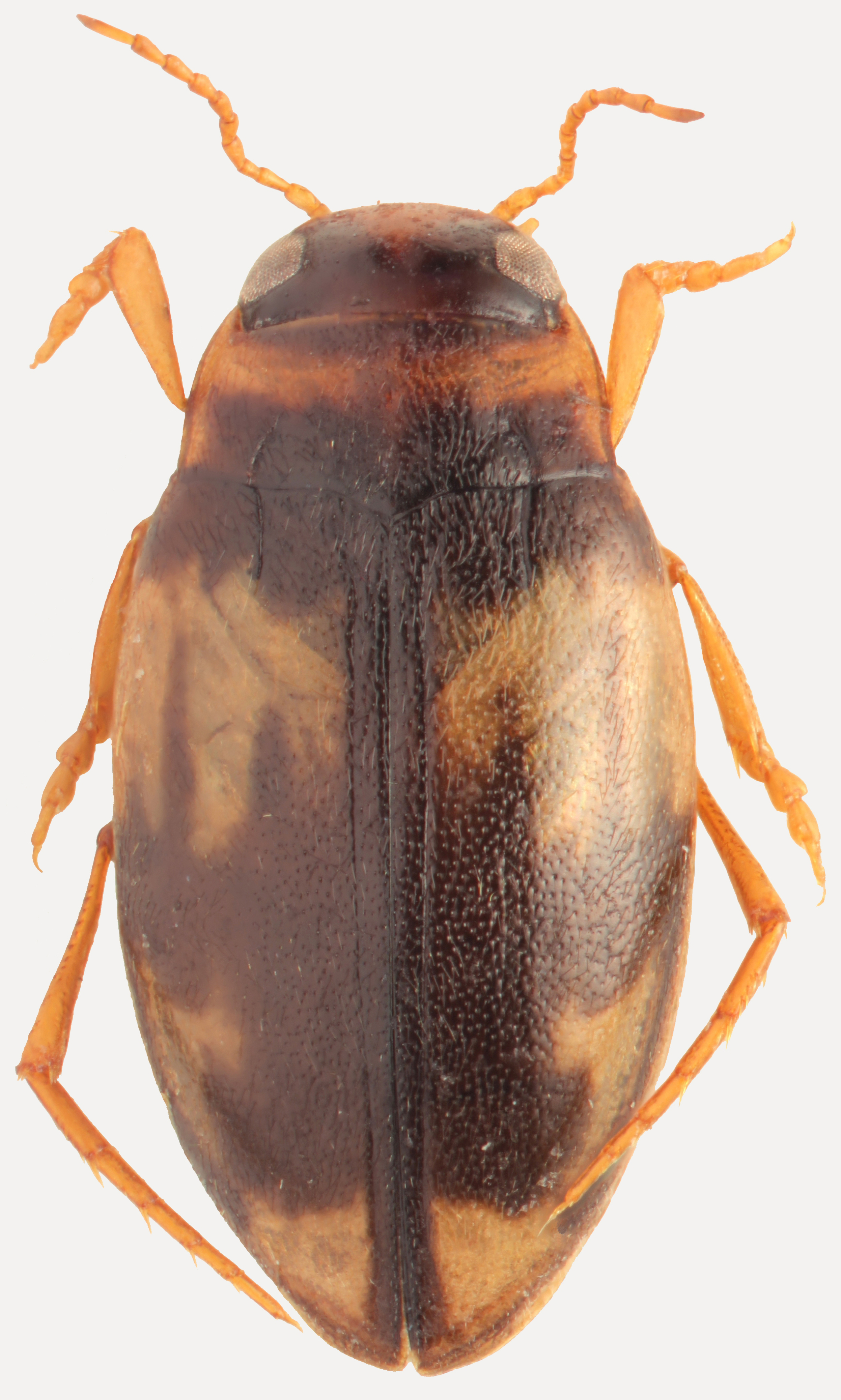
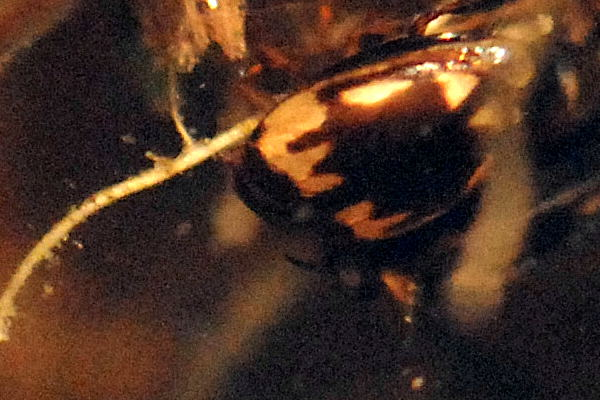

## Dottertaxa tillHydroglyphus, i alfabetisk ordning[1][2]
- Hydroglyphus aethiopicus
- Hydroglyphus amamiensis
- Hydroglyphus angularis
- Hydroglyphus angulolineatus
- Hydroglyphus annamita
- Hydroglyphus apertus
- Hydroglyphus baeri
- Hydroglyphus balkei
- Hydroglyphus basalis
- Hydroglyphus bilardoi
- Hydroglyphus borkuanus
- Hydroglyphus capitatus
- Hydroglyphus circulatus
- Hydroglyphus confusus
- Hydroglyphus crassifrons
- Hydroglyphus daemeli
- Hydroglyphus dakarensis
- Hydroglyphus divisus
- Hydroglyphus erannus
- Hydroglyphus farquharensis
- Hydroglyphus flammulatus
- Hydroglyphus flaviculus
- Hydroglyphus flavoguttatus
- Hydroglyphus flumineus
- Hydroglyphus fufai
- Hydroglyphus fulvaster
- Hydroglyphus fuscipennis
- Hydroglyphus gabonicus
- Hydroglyphus geminodes
- Hydroglyphus geminus
- Hydroglyphus godeffroyi
- Hydroglyphus grammopterus
- Hydroglyphus gujaratensis
- Hydroglyphus hamulatus
- Hydroglyphus hummeli
- Hydroglyphus incisus
- Hydroglyphus incognitus
- Hydroglyphus inconstans
- Hydroglyphus infirmus
- Hydroglyphus instriatus
- Hydroglyphus intermedius
- Hydroglyphus japonicus
- Hydroglyphus kalaharii
- Hydroglyphus kifunei
- Hydroglyphus koppi
- Hydroglyphus laeticulus
- Hydroglyphus leai
- Hydroglyphus lenzi
- Hydroglyphus licenti
- Hydroglyphus lineolatus
- Hydroglyphus lobulatus
- Hydroglyphus luteolus
- Hydroglyphus major
- Hydroglyphus marmottani
- Hydroglyphus mastersii
- Hydroglyphus milkoi
- Hydroglyphus mysorensis
- Hydroglyphus noteroides
- Hydroglyphus orientalis
- Hydroglyphus orthogrammus
- Hydroglyphus ovatus
- Hydroglyphus paludivagus
- Hydroglyphus pendjabensis
- Hydroglyphus pentagrammus
- Hydroglyphus perssoni
- Hydroglyphus plagiatus
- Hydroglyphus pradhani
- Hydroglyphus pseudoctoguttatus
- Hydroglyphus pseudogeminus
- Hydroglyphus regimbarti
- Hydroglyphus rocchii
- Hydroglyphus roeri
- Hydroglyphus shalensis
- Hydroglyphus signatellus
- Hydroglyphus signatus
- Hydroglyphus sinuspersicus
- Hydroglyphus socotraensis
- Hydroglyphus sordidus
- Hydroglyphus speculum
- Hydroglyphus splendidus
- Hydroglyphus strigicollis
- Hydroglyphus striola
- Hydroglyphus thienemanni
- Hydroglyphus transvaalensis
- Hydroglyphus transversus
- Hydroglyphus trassaerti
- Hydroglyphus trifasciatus
- Hydroglyphus vitchumwii
- Hydroglyphus zanzibarensis